# EBS Symposium
EBS Symposium是一个由欧洲商学院（德国）学生独立组织的经济性研讨会。作为德国最大的学院活动之一，每年都有1,000多参加者。各种活动将在EBS校区举行。除了各位名人的演讲，参加者更在Recruiting Fair上与各大公司零距离接触。在小组座谈会上，大家更有机会与商界政界名流一起进行讨论。通过Innovations Fair了解当下最新，最有创意的商品。

## 历史
1989年，三个学生首次建立了这个命名为“Pro 90”的经济类座谈会。这个活动的理念和目标旨在汇聚不同研究领域的学生，以及在政治、科学和经济领域的代表人物间的对话。
第一届EBS Symposium的主题是“重新定义德国制造”，并得到了学生和参与者极好的反响。从那时起，那三个学生的目标就是把这项活动逐步发展成欧洲商学院（EBS）固定的年度活动，并且他们成功了。1992年的“银行论坛”第一次由学生来组织，这项国际活动讲他们的焦点指向了金融问题。
随着第一和第二学期的学生组织活动并不断将新的理念和概念带入其中，这项活动得到了经济顾问委员会（[das] Wirtschaftsrat）的赞助。他的前任主席同时也是EBS的校友和一家拥有声望的企业代表，他认为理论知识应基于实践。
2008年，在托马斯·恩德斯（Thomas Enders（页面存档备份，存于））的赞助下，第19届座谈会吸引了约1,500人参加，包括了200名企业代表。在55位演讲者中包括让-克洛德·特里谢（Jean-Claude Trichet），约翰·梅杰（John Major）等；2009年，第20届座谈会于9月17日－19日举行，由迪特·蔡澈（Dieter Zetsche（页面存档备份，存于））赞助；2010年，第21届座谈会由德意志联邦银行前总统埃克斯·韦伯（Axel Weber（页面存档备份，存于））赞助，主题为“人口增长与知识出口”；
2011年，第22届座谈会于9月21日－23日在奥斯特里希－温科尔的校区举行，由德国副总理菲利普·罗斯勒（Philipp Rösler）赞助。

## 内容
大量的演讲者被邀请参加这个活动并针对当前热点进行了展示和演讲。在演讲的过程中，座谈会的参与者有机会直接向演讲者提问。在活动过程中，除了演讲之外还有许多板块的讨论。2010年，学生板块首次举行，三名被选中的学生可以与商业代表一起围绕着当前的经济问题进行讨论。
另外，每年的座谈会还将在校园举办另一个招聘会，在集会上，学校的合作伙伴企业有机会展示他们的公司；除此之外，每年还会开展一个创新集会，座谈会的参加者将对最创新的想法和工作感到新奇，甚至可以自己体验并和展示的公司进行对话。这个活动不仅给公司提供了展示他们产品的机会，而且使他们获得进行市场调查、发现与其他展览方共同点的独有契机。参加企业的行业范围从汽车制造到电视制作。
2011年，座谈会由参与国联合构建（挪威、芬兰、瑞典和丹麦）。几个斯堪的纳维亚演讲者被邀请到校区演讲（例如德国丹麦大使），并且“国家”这一概念也被包括在所有的演讲和讨论中间。

## 最近几届EBS Symposium主题
- 23. EBS Symposium: “In Need of a Value Driven Economy – Longing for Confidence and Trust“ (2012)[2]
- 22. EBS Symposium: “Dawn of Demography – Import Growth or Export Knowledge?“ (2011)[3]
- 21. EBS Symposium: “Growthx – A Future without Boundaries?“ (2010)
- 20. EBS Symposium: “Rethink Capitalism – Designing our Future“ (2009)
- 19. EBS Symposium: “Europe and the World – A Call for Leadership“ (2008)
- 18. EBS Symposium: “People, Nature, Money – Balanced World or Resource Crisis?“ (2007)
- 17. EBS Symposium: “Survival of the Fittest? – Mastering fundamental changes“ (2006)
- 16. EBS Symposium: “The German Angst – Vertrauen in die Zukunft“ (2005)

## 未来的演讲者
- Alexander Dibelius (CEO Germany, Austria, Eastern Europe, Goldman Sachs)
- Burkhard Schwenker (Chairman of the Supervisory Board, Roland Berger Strategy Consultants)
- Eckhard Cordes (Chairman of the Executive Board, Metro Group)
- Frank Mattern (Managing Director Germany, McKinsey & Company)
- Gerhard Cromme (former Chairman of the Supervisory Board, Siemens AG)
- Gerhard Schröder (former Chancellor of Germany)
- Hans-Paul Bürkner (President and CEO, Boston Consulting Group)
- Helmut Kohl (former Chancellor of Germany)
- Herbert Hainer (Chairman of the Executive Board, adidas AG)
- Horst Köhler (former Federal President of Germany)
- Jean-Claude Trichet (former President of the European Central Bank)
- Jürgen Schrempp (former Chairman of the Executive Board, DaimlerChrysler AG)
- Klaus Kleinfeld (CEO Alcoa Inc.; former Chairman of the Executive Board, Siemens AG)
- Klaus Zumwinkel (former Chairman of the Executive Board, Deutsche Post AG)
- Michael Dell (CEO and Founder, Dell Inc.)
- John Major (former Prime Minister of the United Kingdom)
- Thomas Enders (CEO Airbus S. A. S.)
- Wolfgang Reitzle (Chairman of the Executive Board, Linde AG)
- Götz Werner (Founder, dm-drogerie markt GmbH & Co. KG)
- Dietmar Hopp (Co-Founder, SAP AG)